# 아르샨스키군
아르샨스키군(벨라루스어: Аршанскі раён, 러시아어: Оршанский район 오르샨스키 라이온[*])은 비쳅스크 주에 위치한 군이다. 중심지는 오르샤이다.

## 도시
- 아레하우스크(Арэхаўск)

- 바우바사프(Баўбасаў)

- 바비니치(Бабінічы)

- 바란(Барань)

- 브라즈제치나(Браздзечына)

- 부시체(Вусьце)

- 비소카예(Высокае)

- 뱔리카야미치카우슈치나(Вялікая Міцькаўшчынa)

- 하치카우치나(Гацькаўшчына)

- 호라드냐(Горадня)

- 흐리샤니(Грышаны)

- 자틀라바(Дзятлава)

- 코제치키(Козечкі)

- 코피시(Копысь)

- 크라피우나(Крапіўна)

- 랴우키(Ляўкі)

- 미하일로우슈치나(Міхайлоўшчына)

- 마슈코프(Машкоў)

- 메자프(Межаў)

- 오르샤(Орша)

- 파호스트(Пагост)

- 푸흘랴이(Пугляі)

- 살라우이(Салаўі)

- 스말랴니(Смаляны)

- 유르차바(Юрцава)

## 교통
아르샨스키 군은 베라시체-모스크바, 상트페테르부르크-호멜을 연결하는 지점에 위치해 있다.